# Croton setigerus
Croton setigerus är en törelväxtart som beskrevs av William Jackson Hooker. Croton setigerus ingår i släktet Croton och familjen törelväxter. Inga underarter finns listade i Catalogue of Life.

## Bildgalleri

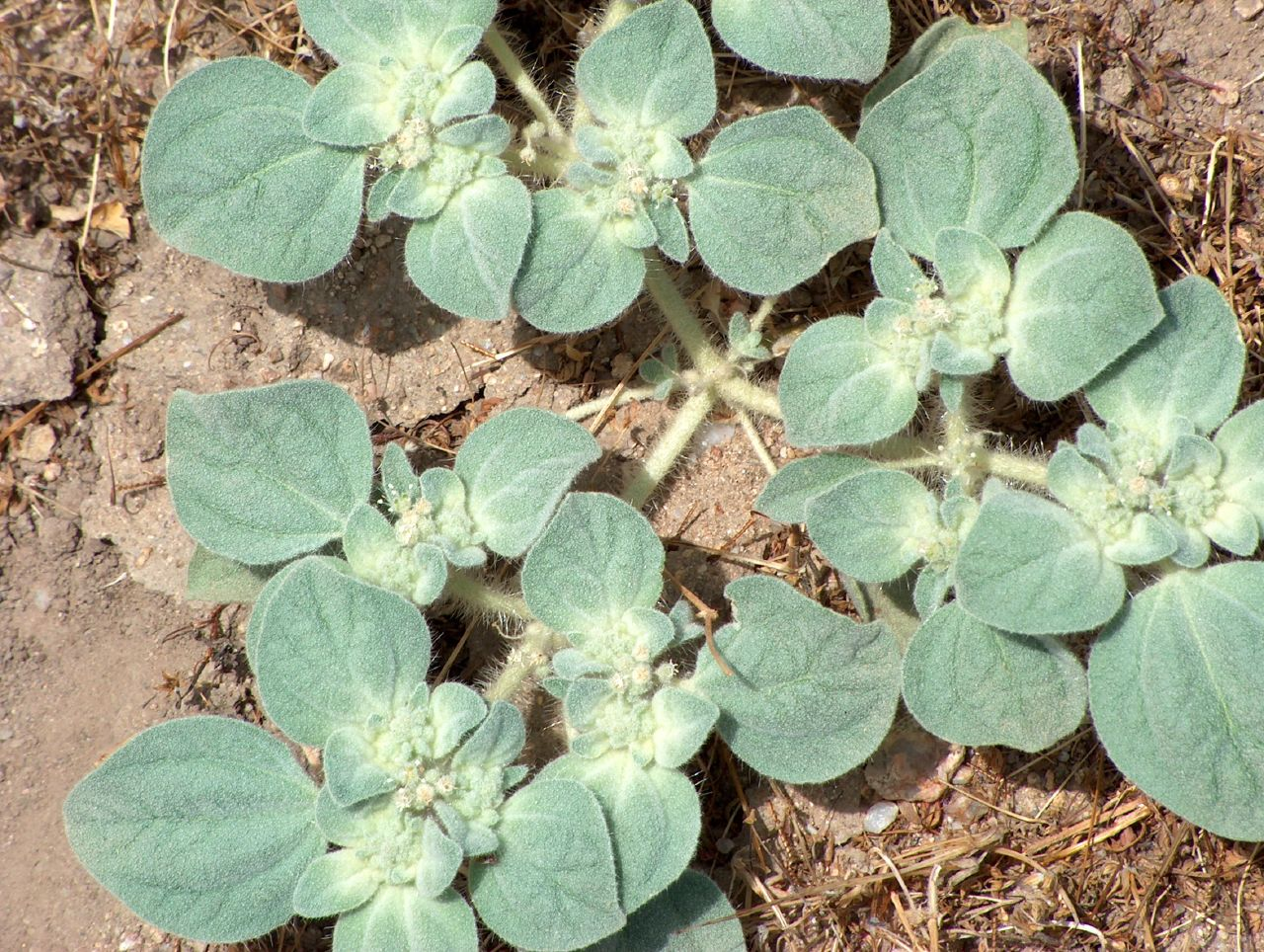